# Піп (персонаж)
Філіп «Піп» Піріп (англ. Phillip «Pip» Pirrup) — другорядний персонаж серіалу South Park. Піп — незграбний, школяр, якого часто пригнічують однокласники. Сам Піп опинився в «Південному парку» завдяки обміну студентів, він корінний англієць.
Піп був задуманий авторами, як спокійний, добродушний персонаж, здатний самовіддано переносити будь-які удари долі. Його поведінка не відповідає цьому опису лише у серії «Жінка з Приросшими Дітьми».
Піп дуже доброзичливо відноситься до всіх, хто його оточує, проте інші персонажі часто ставляться до нього із ворожістю. В ранніх серіях головні герої постійно знущалися з нього, ображаючи і, взагалі, поводились досить жорстоко.
В серії «Дем'єн» він підтримував Дем'єна, проте дружба між ними закінчилася — Дем'єн підпалив Піпа, щоб потрапити на вечірку з нагоди дня народження Картмана і добитися популярності серед інших дітей.
В серії «Два Голих Хлопця у Гарячій Ванній» Піпа можна було побачити з Баттерзом і Дуґі, що послужило для припущень про дружбу між ними.
В серії «Цицьки Бібі Знищують Суспільство» він разом з Баттерзом, Клайдом, Крейґом та Токеном входять в передвиборчий комітет, який вимагає вибрання Бібі президентом класу.
Відомо, що перед приїздом в Південний Парк, Піп вчився в Стредфортській початковій школі в Стредфорді (хоча в серії «Піп» було сказано, що він деякий час навчався в Лондоні). В серії «Літо Сосе» Піп повідомляє, що його батьки мертві, проте, в серії «Містер Хенкі — Різдвяна Какашка» Піпа можна побачити поряд з схожою на англійців родинною парою. Можна припустити, що ця пара всиновила його. Також в кінці серії 416 Піп, як і всі діти, зустрічає батьків, що повертаються з в'язниці.
Протягом перших двох сезонів Піп грав помітну роль в серіалі, і зазвичай служив «хлопчиком для биття» серед інших дітей. Проте в подальших сезонах значення його персонажа зменшилося, чому сприяло збільшення уваги до Баттерза. В більшості випадків Піпа можна побачити на задньому плані, коли він грається з іншими дітьми, з чого можна зробити висновок про поліпшення його взаємин з однокласниками.